# Phygadeuon atricolor
Phygadeuon atricolor là một loài tò vò trong họ Ichneumonidae.